# Макаренко Олексій Дмитрович
Макáренко Олексἵй Дми́трович (21 [8 вересня] 1936, с. Брусилів, Київська область, Українська РСР, СРСР — 2 травня 2005, м. Житомир, Україна) — український художник, майстер народного декоративного розпису. Заслужений майстер народної творчості УРСР (1988). Всеукраїнська премія імені Івана Огієнка (1995).

## Біографія
Інвалід дитинства, у нього був перелом хребта і п'яти ребер, до паралічу ніг згодом додався туберкульоз. Середню освіту здобув, перебуваючи в інтернаті. Закінчив факультет малюнка і живопису Московського заочного народного університету мистецтв (1965). Працював художником на Житомирській іграшковій фабриці, викладав малювання у різних школах міста. Понад 20 років працював вчителем позакласної роботи у Житомирському інтернаті для дітей-сиріт.
У 1967 році він одружується з Оленою Олександрівною Андрійчук.
Учасник міських, обласних, всеукраїнських, зарубіжних мистецьких виставок від 1976. Персональні виставки — у Житомирі (1978), Львові (1980), Ленінграді (нині Санкт-Петербург) (1983), Смоленську (РФ) (1983).

## Творчість
Свій шлях у декоративне мистецтво О. Макаренко розпочинав з орнаментів. Світ своїх образів розкриває через квіти, у нього вони — згустки краси, передані засобами народного декоративного мистецтва. Проте в його манері нема нічого спільного з роботами наших прославлених народних майстрів — Марії Приймаченко, Єлизавети Миронової, Параски Хоми, Марії Буряк, Ганни Собачко, Надії Білокінь. Олексій Макаренко створив свою власну манеру, названу мистецтвознавцями «пелюстковізм» або «платковізм», в основі якого лежить своєрідне асоціативне сприймання світу.
Картинам художника притаманна дивовижна вивіреність пропорцій, вміння організувати складну композицію у межах заданої площини. Динаміка, внутрішня напруга кожного листочка і кожної пелюстки сфокусована на листі — і жодна краплина руху не переллється за край того казкового дивосвіту. Та маляр знаходить свій особливий стиль, в основі якого — своєрідне асоціативне сприймання навколишнього світу. Спочатку асоціації виникали від конкретних спостережень за невловимими для ока рухами у природі, поступово вони глибшають, й асоціацію вже народжує слово. Тож цілком закономірний потяг до казкового епосу, євангельських сюжетів, перейнятих фольклором та міфологією балад Т. Шевченка, «Лісової пісні» Лесі Українки. Художньому світобаченню Олексія Макаренка близька фольклорна основа балад великого Кобзаря — «Тополя», «Лілея», «Русалка», поеми «Гайдамаки», поезій «Перебендя», «У нашім раї на землі…», їх душевна краса, вічна боротьба між добром і злом.
Найвищий творчий злет народного майстра — в композиції з 21 -го твору (її автор назвав іконостасом), яка має назву «Україна. Реквієм». На іконах, що разом утворюють єдине ціле, Макаренко притаманною йому художньою мовою веде розповідь про гірку долю українського народу протягом усієї історії, про його культуру від давніх язичницьких часів до «розстріляного Відродження» і Чорнобиля. Автор шукає відповіді на пекучі питання сьогодення: хто ми є, заради чого живемо.? Він ніби застерігає від зубожіння, байдужості, захланності, нагадує про вище призначення людини на Землі. Макаренків іконостас став узагальненням пошуків правди в історії до болю йому рідної України. Художник вірить у невмирущість і незнищенність життя. У напруженості пелюсток-спіралей відчуваємо перемогу добрих сил над злом і скверною, непереможне прагнення творити добро і красу, бути милосердними («Борис і Гліб», «Берегиня», «Спас», «Розп'яття», «Іван Огієнко», «Голодомор», «Соловки», «Верни до мене, пам'яте моя»).
Олексій Дмитрович Макаренко відомий також і як майстер декоративно-ужиткового мистецтва. В доробці майстра є чимало розписаних ним виготовлених з дерева ложок, скриньок, пуделок, цукерниць, діжечок, відерець тощо. Але митець залишається вірним своєму платковізму і тому основна тема його оригінального стилю малюнка автоматично переноситься на дерев'яну площину.